# ボリス・イェシポフ
ボリス・ペトローヴィチ・イェシポフ（ロシア語: Борис Петрович Есипов, ラテン文字転写: Boris Petrovich Esipov 、1894年 5月14日（ユリウス暦5月2日）- 1967年 2月20日）は、旧ロシア、ソビエト連邦の教育学者。ウドムルティア出身。専門は、教授学。1920年代にグースの教育学部に所属。グース・プログラムの解説者として活躍。1943年教育科学アカデミヤ創設より教育学理論＝歴史研究所に転属。一時期所長となる。

## 論文
- 「小学校の教授過程における思考の教育」（1946年）
- 「教授過程における生徒の自主的な作業」（1958年）（邦訳、海老原遥訳、明治図書出版『ソビエト教育科学』第3号1962年、第13号1964年）
- 「効果的授業にするためのみち」（1962年）（邦訳、星野喜久三訳、明治図書出版『ソビエト教育科学』第8号1963年）

## 著書
- 『教育学』（ゴンチャロフと共著、再編5版1939年－1950年）
- 『師範学校用教科書　小学校の授業』（1944年）
- 『教授学』（ダニロフと共著、1957年）（邦訳、矢川徳光訳、明治図書出版、1959年）
- 『教授学原論』（編著、1967年）[3]